# Liste de théâtres et salles de spectacle à Bruxelles
Liste des théâtres et salles de spectacle de Bruxelles triée par commune.

## Salles en activité dans les communes bruxelloises

### Anderlecht
- Auditorium Jacques Brel
- Au B'izou
- Escale du Nord
- Zinema (rue de Veeweyde)

### Auderghem
- Centre culturel d'Auderghem

### Berchem-Sainte-Agathe
- Centre culturel Le Fourquet

### Bruxelles-ville
- Théâtre national de Belgique
- Ancienne Belgique
- La Bellone
- Les Brigittines
- Bronks Theater
- Le Bruegel
- Cabaret aux chansons
- Cirque Royal (depuis 1878)
- Recyclart
- Le Jardin de ma sœur
- Kaaitheater
- La Monnaie
- Le Marivaux / Bruxelles Ma Belle (ancien cinéma boulevard Adolphe Max)
- Bozar
- Théâtre de la Montagne magique
- Le Palace
- Théâtre de la Bourse (Beursschouwburg)
- Théâtre de la Place des Martyrs
- Théâtre de Poche
- Les Riches-Claires
- Les Tanneurs
- La Tentation, Centro galego de Bruxelas
- Koninklijke Vlaamse Schouwburg
- Théâtre royal des Galeries
- Théâtre royal du Parc
- Théâtre royal de Toone
- ZoArt

#### Laeken
- Théâtre du Copeau
- Théâtre de verdure, parc d'Osseghem (Heysel)
- Palais 12 (Heysel)

### Etterbeek
- L'Arrière-Scène
- Atelier 210
- Espace Senghor
- Théâtre du Résidence Palace
- Le Bouche à Oreille
- Théâtre Saint-Michel

### Evere
- L'Entrela'

### Forest
- Forest National
- Au Dé à coudre
- BRASS
- Théâtre l'Improviste

### Ganshoren
- La Villa

### Ixelles
- Le Boson
- Chapelle de Boondael
- La Clarencière
- Le Flagey
- Le Marni
- Rideau de Bruxelles
- La Soupape
- Théâtre de la Flûte enchantée
- Théâtre de la Toison d'Or
- Théâtre des Bosons
- Théâtre Mercelis
- Théâtre Molière
- Théâtre Varia
- XL-Théâtre

### Jette
- L'Armillaire
- PLOEF! Plus On Est de Fous...

### Koekelberg
- Koek's Théâtre

### Molenbeek-Saint-Jean
- Café de la Rue
- L'Épicerie (Salle de théâtre de l'asbl Ras El Hanout)
- Maison des cultures et de la cohésion sociale de Molenbeek-Saint-Jean
- De Vaartkapoen

### Saint-Gilles
- Cellule 133a
- Centre culturel Jacques Franck
- Poème 2

### Saint-Josse-ten-Noode
- Atelier Théâtre de la Vie
- Le Botanique
- Théâtre Le Public

### Schaerbeek
- Centre culturel de Schaerbeek
- Espace théâtral Scarabaeus
- Halles de Schaerbeek
- De Kriekelaar
- Magic Land Théâtre
- L'Os à moelle
- Théâtre 140
- Théâtre de La Balsamine
- Théâtre Océan Nord

### Uccle
- Centre culturel d'Uccle
- Côté Village
- Projection room

### Watermael-Boitsfort
- La Vénerie
- Théâtre du Méridien

### Woluwe-Saint-Lambert
- Wolubilis

### Woluwe-Saint-Pierre
- Comédie Claude Volter
- Théâtre de Joli-Bois
- Whall

## Théâtres et salles de spectacle disparus
- Alcazar royal ou Fantaisies-Parisiennes (1867-1911), rue d'Arenberg, devenu la Deutsche Bank, puis la KBC
- Théâtre de l'Alhambra (1874-1974), près de la place de Brouckère, démoli ;
- L'Archange (vers 1975), rue Marché-au-Charbon
- "Théâtre des Boulevards" remplaça le "Théâtre des Nouveautés" après son incendie
- Théâtre de la Bourse (1916-1918), devenu Le Palace
- Théâtre de la Bourse (1947-2001)[1], devenu le Beursschouwburg
- La Cantilène (dans les années 1960, cabaret rue de Flandre)[2]
- Le Chat écarlate (1969-1976, cabaret-chanson)[2]
- Théâtre du Coffy (1705-?), englobé dans la Galerie Agora
- Éden-Théâtre (1880-1940 ?)
- Théâtre du Méridien
- Théâtre de l'Esprit Frappeur
- Théâtre de la Gaîté (1883 à la Porte de Hal, puis rue du Fossé-aux-Loups et fermé en 1984), devenu un magasin
- Kladaradatsch (1999-2001), devenu Le Palace
- Salle Malibran (1867-1900), devenue les magasins Inno
- Théâtre du Marais (1922-1974)
- Théâtre Molière (1867-2004)
- Salle de la Montagne Sainte-Élisabeth (1650-1706)
- Théâtre du Musée du Nord (1877-1908)
- Théâtre des Nouveautés (1844-1875) de Molenbeek-Saint-Jean, situé le long de la Senne
- Théâtre de l'Olympia (1897-1930), devenu le Cinéma Ambassador, puis l'Hôtel Marriott
- Opéra du Quai au Foin (1682-1699)
- Palais d'Été (1893-?)
- Palais du Trocadéro (1914-?), devenu le cinéma UGC-Toison d'Or
- Pathé Palace (1918-1965) / Pathé Bourse (1965-1973), devenu Le Palace
- Théâtre de la Renaissance (1878-1895)
- Théâtre de la Scala (1887-1930), devenu le cinéma UGC-De Brouckère
- Théâtre des Variétés et Winter Palace (1910-?)
- Théâtre des Variétés-Amusantes (1856-1885)
- Théâtre du Vaudeville (1845-?)
- Vauxhall du Parc (1780-?), devenu résidence privée
- Théâtre Le Café
- Le Cuberdon
- La Samaritaine (2017)
- Après avoir été détruit par un incendie, le Théâtre des Nouveautés fut rebâti sous le nom de Théâtre du Boulevard.
- Le Molière - Uccle (actuellement projection room)